# Ljubinko
Ljubinko je moško osebno ime.

## Izvor imena
Ime Ljubinko je izpeljano iz imena Ljubo.

## Pogostost imena
Po podatkih Statističnega urada Republike Slovenije je bilo na dan 31. decembra 2007 v Sloveniji število moških oseb z imenom Ljuban: 45.

## Osebni praznik
V koledarju je ime Ljubinko skupaj z imenom Ljubo.